# Das schwarze Album
Das schwarze Album (Akronym: DSA) ist das sechste Soloalbum des deutschen Rappers Haftbefehl. Es erschien am 29. April 2021 über Haftbefehls eigenes Label Azzlack (vertrieben durch Urban/Universal).

## Titel
Der Titel Das schwarze Album verweist kontrastierend auf das Vorgängeralbum Das weiße Album, das ein Jahr zuvor erschien. Deutlich wird dies auch an den ähnlichen Coverdesigns der beiden Alben. Möglicherweise spielt Haftbefehl mit dem Titel auch auf das 2003 von Jay-Z veröffentlichte The Black Album an. Auch die amerikanische Heavy-Metal-Band Metallica hatte ein schwarzes Album. Die Trennung zwischen weißem und schwarzem Album findet sich auch bei den Beatles, wenngleich es sich bei dem 2013 veröffentlichten The Black Album um ein inoffizielles Kompilationsalbum handelt (The White Album erschien 1968).

## Entstehung und Veröffentlichung
2020 hatte Haftbefehl Das weiße Album veröffentlicht. Am 9. Februar 2021 veröffentlichte Haftbefehl mit Wieder am Block die erste Single des Albums. Es folgten Lebe Leben (18. Februar), Offen/Geschlossen (11. März), Du weißt, dass es Haft ist (25. März), Crackküche (8. April), Leuchtreklame (15. April) und schließlich – einen Tag vor Veröffentlichung – 4 Kanaken.
Bis auf die Single Crackküche konnten sich alle vorher veröffentlichten Singles in den Singlecharts platzieren. Die höchste Platzierung erlangte dabei Wieder am Block, das Platz 22 erreichte.
Das schwarze Album erschien als CD, Vinyl und digital. Das Artwork stammt von Chehad Abdallah, der auch schon das Artwork für Das weiße Album designte.

## Inhalt
Das schwarze Album wurde – bis auf den Song Kaputte Aufzüge – von Bazzazian produziert, der auch bereits Das weiße Album produziert hatte. Kaputte Aufzüge wurde von Sott und Paix produziert.
Das Album enthält insgesamt 10 Gastbeiträge, darunter auch von sehr prominente Gästen wie Luciano oder Farid Bang. Einige Featuregäste stammen aus Haftbefehls direktem Umfeld, so etwa sein Bruder Capo oder die bei Haftbefehl unter Vertrag stehenden Soufian und Milonair. Auch Celo & Abdi waren bis 2020 bei Haftbefehl unter Vertrag.

## Titelliste
| Nr.          | Titel                                       | Länge |
| ------------ | ------------------------------------------- | ----- |
| 1.           | Kaputte Aufzüge                             | 2:49  |
| 2.           | Wieder am Block (feat. Soufian)             | 2:39  |
| 3.           | Kokaretten                                  | 2:30  |
| 4.           | Crackküche                                  | 3:18  |
| 5.           | Offen/Geschlossen                           | 3:43  |
| 6.           | 4 Kanaken (feat. Capo, Veysel, Ezhel)       | 3:55  |
| 7.           | 24/7 (feat. Farid Bang)                     | 3:41  |
| 8.           | Du weißt dass es Haft ist                   | 1:52  |
| 9.           | Lebe Leben                                  | 2:30  |
| 10.          | Ruff (feat. Luciano)                        | 3:18  |
| 11.          | Cripwalk aufm Kopf (feat. Milonair, Haiyti) | 2:18  |
| 12.          | Leuchtreklame (feat. Schmyt, Bausa)         | 3:34  |
| 13.          | EMSF                                        | 3:14  |
| Gesamtlänge: | Gesamtlänge:                                | 39:27 |

## Rezeption

### Preise
Die Süddeutsche Zeitung kürte Das schwarze Album zu einem der Alben des Jahres 2021. Bei den Hiphop.de Awards 2021 gewann Das schwarze Album in der Kategorie „Bestes Album national“.

### Rezensionen
Für Dominik Lippe (Laut.de) drückt Das schwarze Album ein „Gefühl der Ausweglosigkeit aus, in dem noch immer ein wenig Hoffnung glimmt“. Haftbefehl habe seine Deckung von Album zu Album immer weiter fallen gelassen. Der Rezensent lobt die Produktion von Bazzazian, dem mit seinem „unvergleichlichen Gefühl für Stimmungen“ mindestens die Hälfte des Lobes für Das schwarze Album gebühre. Der Rezensent vergab die Höchstwertung.
Torben Rosenbohm (Plattentests.de) meint auf Das schwarze Album präsentiere Haftbefehl „13 Songs, die immer wieder tief in den Magen eindringen, sich im Kopf festsetzen und dabei Staunen, Verzweiflung und Verständnis auslösen“. Als Höhepunkt identifiziert der Rezensent den Song Offen / Geschlossen, bei dem sich die Zusammenarbeit mit Produzent Bazzazian endgültig auszahle: „Ein atmosphärischer Song, beklemmende Zeilen, Klangteppich trifft auf Beatkunst“. Vergleiche mit anderen seien lächerlich, da Haftbefehl schon länger in seiner eigenen Liga unterwegs sei. Auf Das schwarze Album bringe er seinen Stil zur Meisterschaft. Der Rezensent vergab acht von zehn möglichen Bewertungspunkten.
Haftbefehls Musik sei zwar immer schon düster gewesen, „aber so düster, bedrückend und traurig wie dieses Mal war sie noch nie“, meint Alex Barbian (Deutschlandfunk Kultur). Haftbefehl beschreibe über 13 Songs ein „Klima der ausweglosen, kollektiven Depression“, womit er Missstände vertone, die Menschen in Deutschland täglich begegnen. Das lyrische Niveau der Platte sei „größtenteils sehr beeindruckend“, wenngleich auf Das schwarze Album deutlich mehr Füllmaterial als auf dem Vorgängeralbum enthalten sei. Auch aufgrund von sexistischen und primitiven Passagen möchte der Rezensent nicht zu Superlativen greifen und trotzdem eine Empfehlung für Das schwarze Album aussprechen.
Als „zermartertstes Stück Musik dieses Jahres“ bezeichnet Jakob Biazza Das schwarze Album (Süddeutsche Zeitung). Sei der Vorgänger (Das weiße Album) noch eine glorifizierende Feier der Straßenhärte, so sei die „Party spätestens jetzt vorbei“. Haftbefehl mache nicht mehr nur authentischen Gangsta-Rap, sondern endgültig Kunst. Man müsse nicht alle sprachlichen Codes kennen, um zu verstehen, „dass man es mit einer der tragischeren Lebensformen auf der Welt zu tun hat – bis in die Zehenspitzen auf Koks und trotzdem depressiv“.

### Charts und Chartplatzierungen
Das schwarze Album stieg am 7. Mai 2021 auf Platz 7 der deutschen Albumcharts ein, was auch die Höchstplatzierung des Albums darstellt. Es konnte sich insgesamt 5 Wochen in den Top 100 halten. In Österreich hielt sich das Album drei Wochen in den Albumcharts und erreichte als Höchstplatzierung Platz 6. In der Schweizer Hitparade platzierte sich Das schwarze Album für insgesamt vier Wochen; die Höchstplatzierung war Rang 14.
| ChartsChartplatzierungen | Höchstplatzierung | Wochen |
| ------------------------ | ----------------- | ------ |
| Deutschland (GfK)        | 7 (5 Wo.)         | 5      |
| Österreich (Ö3)          | 6 (3 Wo.)         | 3      |
| Schweiz (IFPI)           | 14 (4 Wo.)        | 4      |